# Alfredo Vasconcelos
Alfredo Vasconcelos es un municipio brasilero del estado de Minas Gerais. Su población estimada en 2004 era de 5.244 habitantes.